# Famille de Goër de Herve
La famille de Goër de Herve est une famille de la noblesse du Saint-Empire, originaire de la ville de Herve. Elle a été incorporée à la noblesse belge

## Histoire

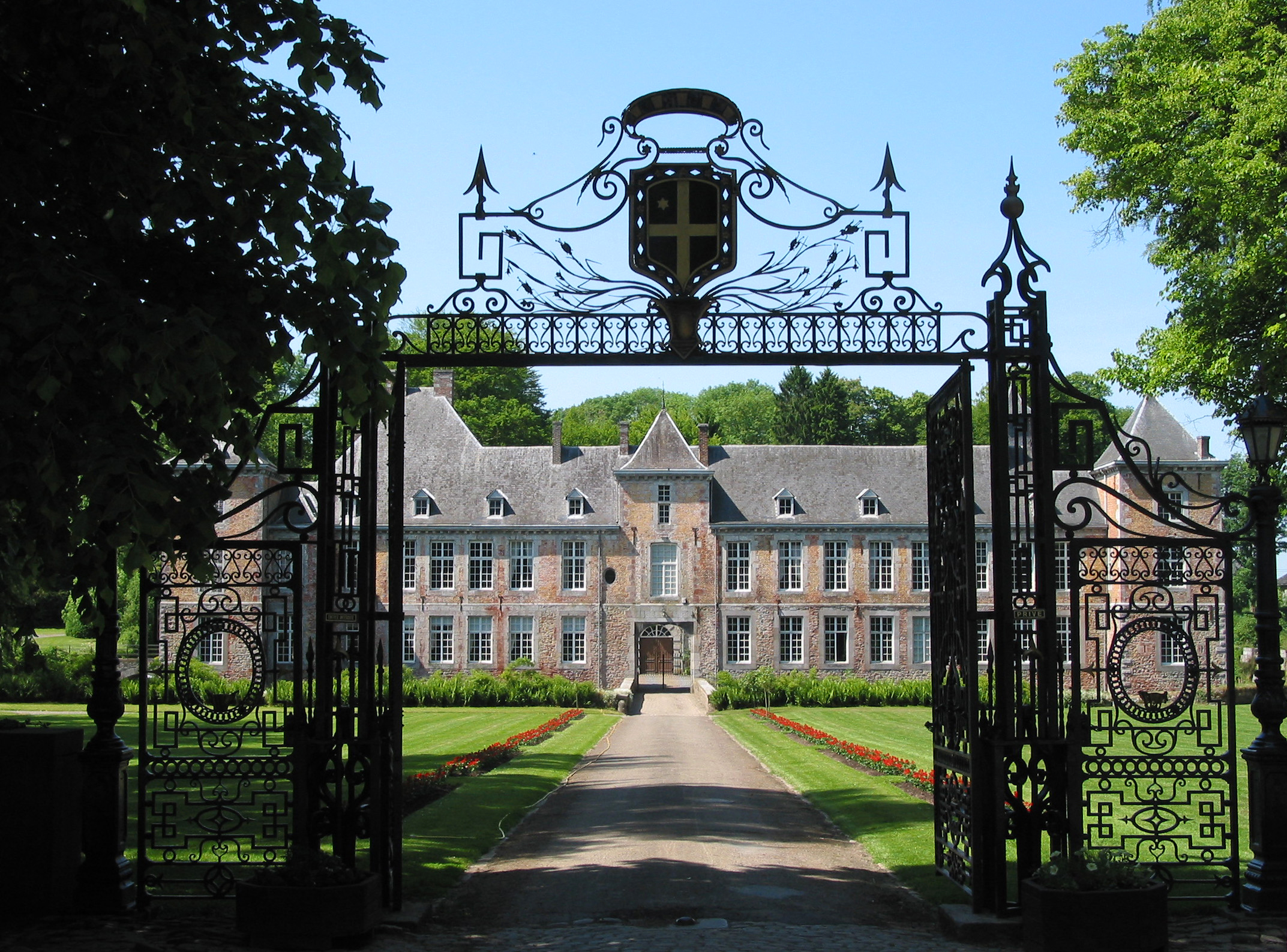
Château de Haltinne.

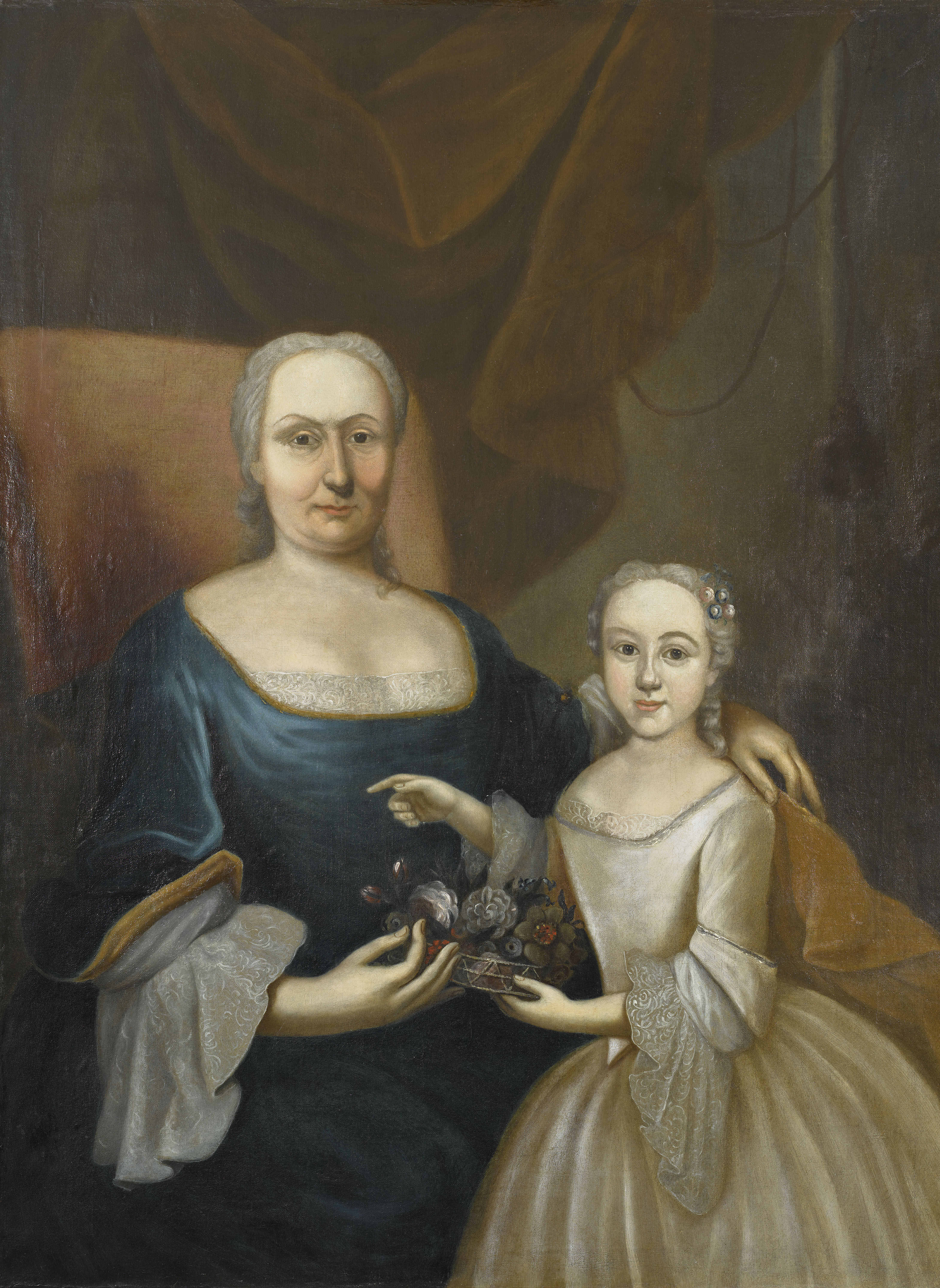
Portrait de Barbe-Catherine de Goër de Herve et de sa petite-fille Catherine-Thérèse, au château de Castelnau-Bretenoux.

La famille de Goër de Herve est originaire de la ville de Herve, qui faisait partie de l'ancien duché de Limbourg, et dont elle a ajouté le nom au sien.
La famille modifie son nom à différentes reprises. D'abord Goer au XVIe siècle, puis Jacob, ensuite au XVIIe siècle de Herve et même Hervelin, pour reprendre à la fin du même siècle ou au commencement du siècle suivant, celui de Goer. Ces divers changements ont jeté une certaine confusion dans sa généalogie et ont fait supposer à divers écrivains que le nom primitif était de Herve. Le plus ancien se qualifiait et signait Jacob de Goer, dans tous les actes publics et notamment dans les convenances de mariage de son fils Nicolas, du 21 janvier 1574, tandis que dans ce même acte ce dernier et ses frères Servais et Jacques signaient et prenaient pour nom patronymique, le prénom de leur père et le portèrent ainsi que leurs descendants, les uns jusqu'au commencement et les autres jusqu'au milieu du XVIIe siècle.
Nicolas de Goër dit Jacob eut entre autres enfants, un fils nommé Jacques, qui s'établit dans le pays de Liège, à Verviers, et qui le premier de sa famille prit le nom de Herve, qu'il porta seul à l'exclusion du nom de Goër. Ses descendants l'imitèrent jusque vers la fin du XVIIe siècle, époque à laquelle ils reprirent le nom de Goër, qu'ils portèrent depuis lors, conjointement avec celui de Herve. La plupart d'entre eux s'établirent dans le pays de Liège, où ils parvinrent aux plus hautes dignités tant ecclésiastiques que civiles de ce pays, et ils s'y allièrent aux principales maisons nobles, parmi lesquelles : de Hoensbroeck et de Méan de Beaurieux, qui comptent au nombre de leurs membres des princes-évêques de Liège.

## Lettres patentes
- Vienne, 02 mai 1690, empereur Léopold Ier du Saint-Empire :
Concession du titre héréditaire de « Chevalier du Saint-Empire » en faveur de Jacobus-Remigius de Goër de Herve, seigneur de Forêt ainsi que pour son frère Dionysius-Petrus de Goër de Herve, seigneur de Mesch[2].
- Vienne, 18 août 1695, empereur Léopold Ier du Saint-Empire :
Concession du titre héréditaire de « Chevalier-banneret du Saint-Empire » et adjonction du nom « de Herve » en faveur de Henricus-Thomas de Goër, ainsi que pour son frère Dionysius-Petrus de Goër de Herve, seigneur de Mesch.
- Vienne, 08 mars 1697, empereur Léopold Ier du Saint-Empire :
Concession du titre héréditaire de « Chevalier du Saint-Empire » en faveur de Thomas de Goër de Herve, bourgmestre de Liège.
- Vienne, 28 février 1719, empereur Charles VI du Saint-Empire :
Concession du titre héréditaire de « Baron du Saint-Empire » en faveur du chevalier Jacobus de Goër de Herve, seigneur d'Haltinne.
- La Haye, 05 mars 1816, roi Guillaume Ier des Pays-Bas :
Nomination de Louis-Philippe de Goër de Forêt avec le titre héréditaire de « Baron » dans l'Ordre équestre de Liège.
- La Haye, 15 août 1822, roi Guillaume Ier des Pays-Bas :
Reconnaissance du titre héréditaire de « Baron » en faveur de Charles-Ferdinand de Goër de Herve.
- La Haye, 15 août 1822, roi Guillaume Ier des Pays-Bas :
Reconnaissance du titre héréditaire de « Baron » en faveur de Léopold-Marie de Goër de Herve et de Forêt.

## Généalogie
- Baron Jacques-Rémy de Goër de Herve et du Saint-Empire ∞ Baronne Isabelle de Méan de Pailhe et du Saint-Empire
  -  Baron Bertrand-Denis de Goër de Herve et du Saint-Empire ∞ Sans alliance
  - Baronne Marie-Éléonore de Goër de Herve et du Saint-Empire ∞ Sans alliance
  - Baronne Marie-Elisabeth de Goër de Herve et du Saint-Empire ∞ Baron Pierre-Jean de Méan de Pailhe et du Saint-Empire
  -  Baron Jacques-Ferdinand de Goër de Herve et du Saint-Empire ∞ Sans alliance
  - Baronne Éléonore-Albertine de Goër de Herve et du Saint-Empire ∞ Sans alliance
  - Baronne Antonia-Françoise de Goër de Herve et du Saint-Empire ∞ Sans alliance
  -  Baron Jacques-Denis de Goër de Herve et du Saint-Empire ∞ Comtesse Henriette-Amélie de Hoensbroeck et du Saint-Empire
    -  Baron Jacques-Charles de Goër de Herve et du Saint-Empire ∞ Baronne Marie-Louise d'Aubrebis de Saint-Mart
      - Baron Jacques-Charles de Goër de Herve et du Saint-Empire ∞ Sans alliance

    - Baronne Marie-Isabelle de Goër de Herve et du Saint-Empire ∞ Comte Louis-Philippe de Palme d'Espaing
    - Baron Jean-Louis de Goër de Herve et du Saint-Empire ∞ Marie-Jeanne de Gilman et du Saint-Empire
    - Baronne Marie-Éléonore de Goër de Herve et du Saint-Empire ∞ Chevalier Hubert-Ernest de Grumsel d'Emale et du Saint-Empire
    - Baronne Marie-Caroline de Goër de Herve et du Saint-Empire ∞ Comte  Florimond de Ficquelmont
    - Baron Charles-Ferdinand de Goër de Herve et du Saint-Empire ∞ Baronne Marie-Anne de Goër de Herve et du Saint-Empire

  - Baron Jean-Laurent de Goër de Herve et du Saint-Empire ∞ Sans alliance
  - Baronne Ida-Dieudonnée de Goër de Herve et du Saint-Empire ∞ Baron Jean-Ferdinand de Méan de Pailhe et du Saint-Empire